# Ámbar Garnica
Ámbar Michel Garnica Flores (ur. 27 czerwca 1996) – meksykańska zapaśniczka walcząca w stylu wolnym. Zajęła dziewiąte miejsce na mistrzostwach świata w 2022 roku. 
Brązowa medalistka igrzysk panamerykańskich w 2019 i piąta w 2023. Trzecia na igrzyskach Ameryki Środkowej i Karaibów w 2023. Druga na mistrzostwach panamerykańskich w 2023 i trzecia w 2019 roku.